# Конкорд (Северная Каролина)
Конкорд (англ. Concord) — город в штате Северная Каролина, США. По данным переписи 2010 года, население составляет 79 066 человек. Конкорд является окружным центром и самым крупным городом округа Кабаррус. По численности населения, Конкорд является вторым по величине городом в агломерации Шарлотт и двенадцатым по величине городом в Северной Каролине.

## Экономика
В Конкорде разнообразная экономика, которая включает перевозки и транспорт, банковское дело, производство, автоспорт и прочие сектора услуг.[стиль]

## Демография
Согласно переписи 2010 года, население Конкорда составляет 79 066 человек. Расовый состав: 70,4 % белые, 17,8 % афроамериканцы, 2,6 % азиаты, 0,3 % коренные американцы, 0,1 % жители тихоокеанских островов, 6,4 % другие расы, 2,3 % две и более рас, 12,3 % испанцы или латиноамериканцы.
В Конкорде 32 130 единиц жилья. Из них 90,7 % заняты, и 9,3 % являются вакантными.

## Город-побратимы
- Килларни, Ирландия[3]

## Галерея

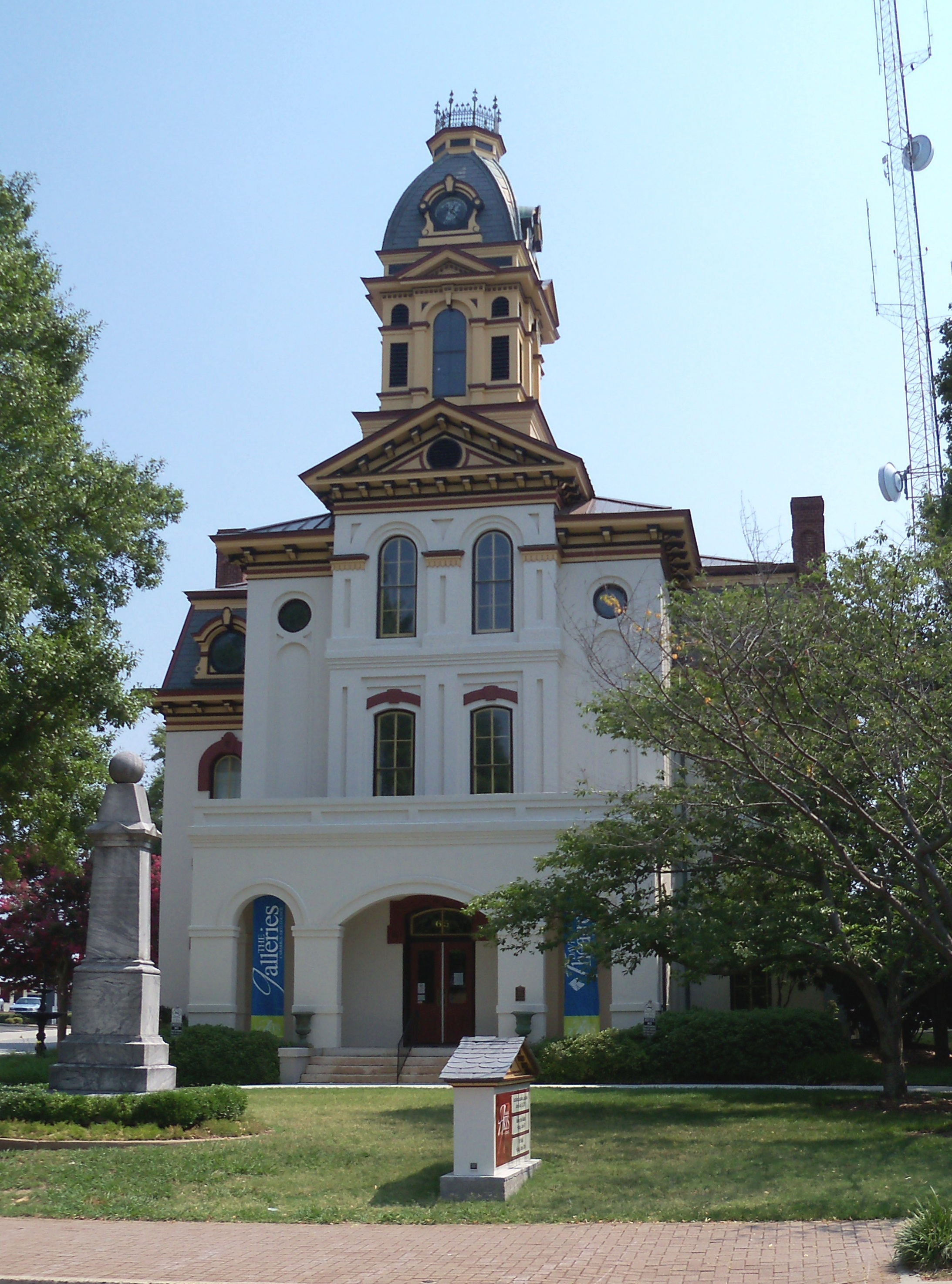
Историческое здание суда в центре города
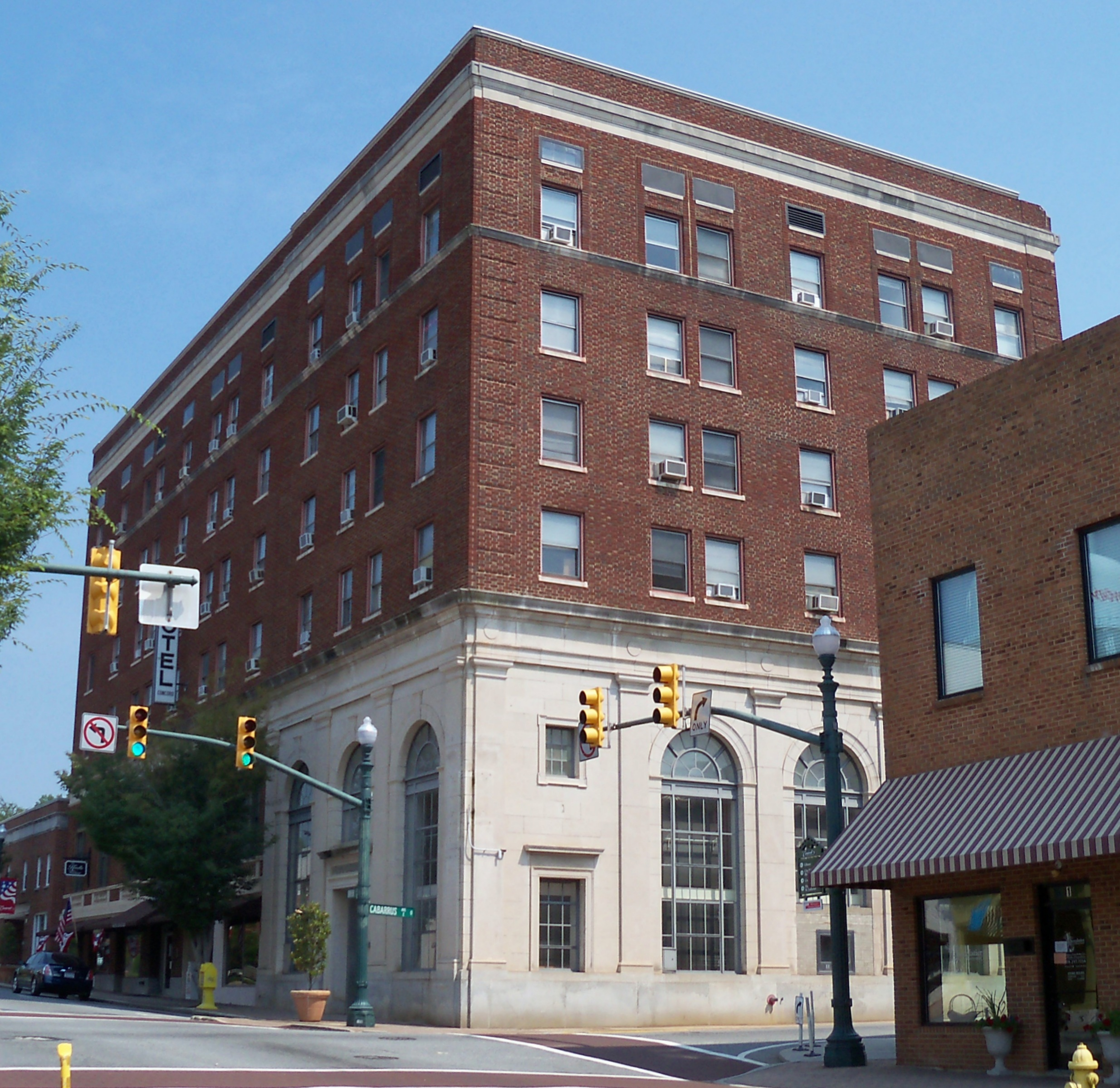
Старый отель, расположенный в центре города
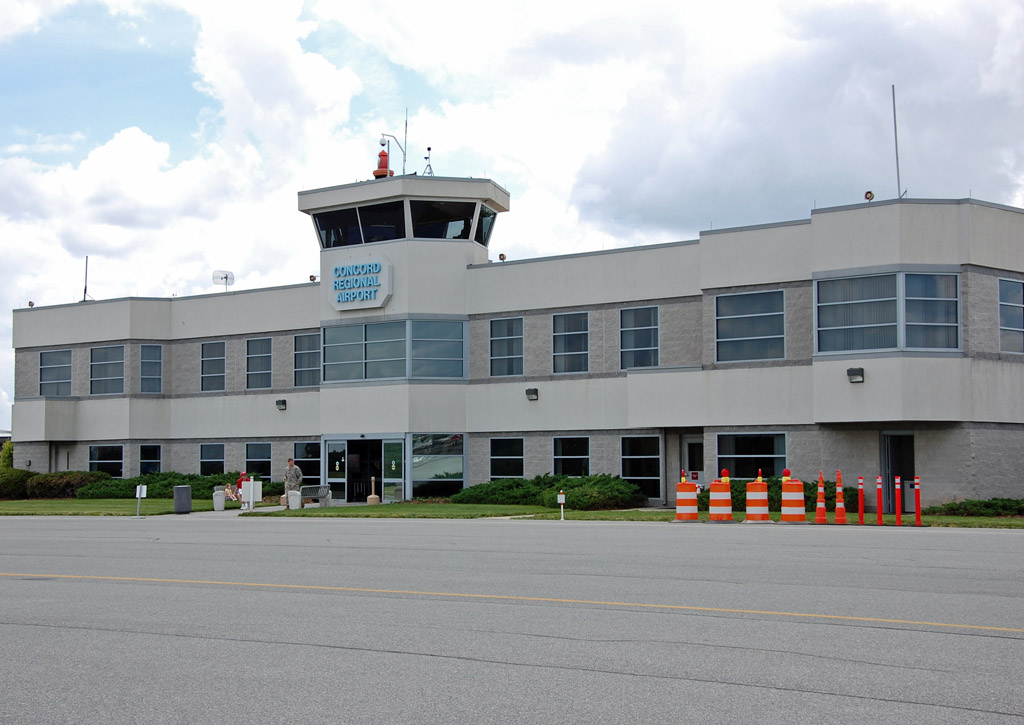
Конкордский региональный аэропорт
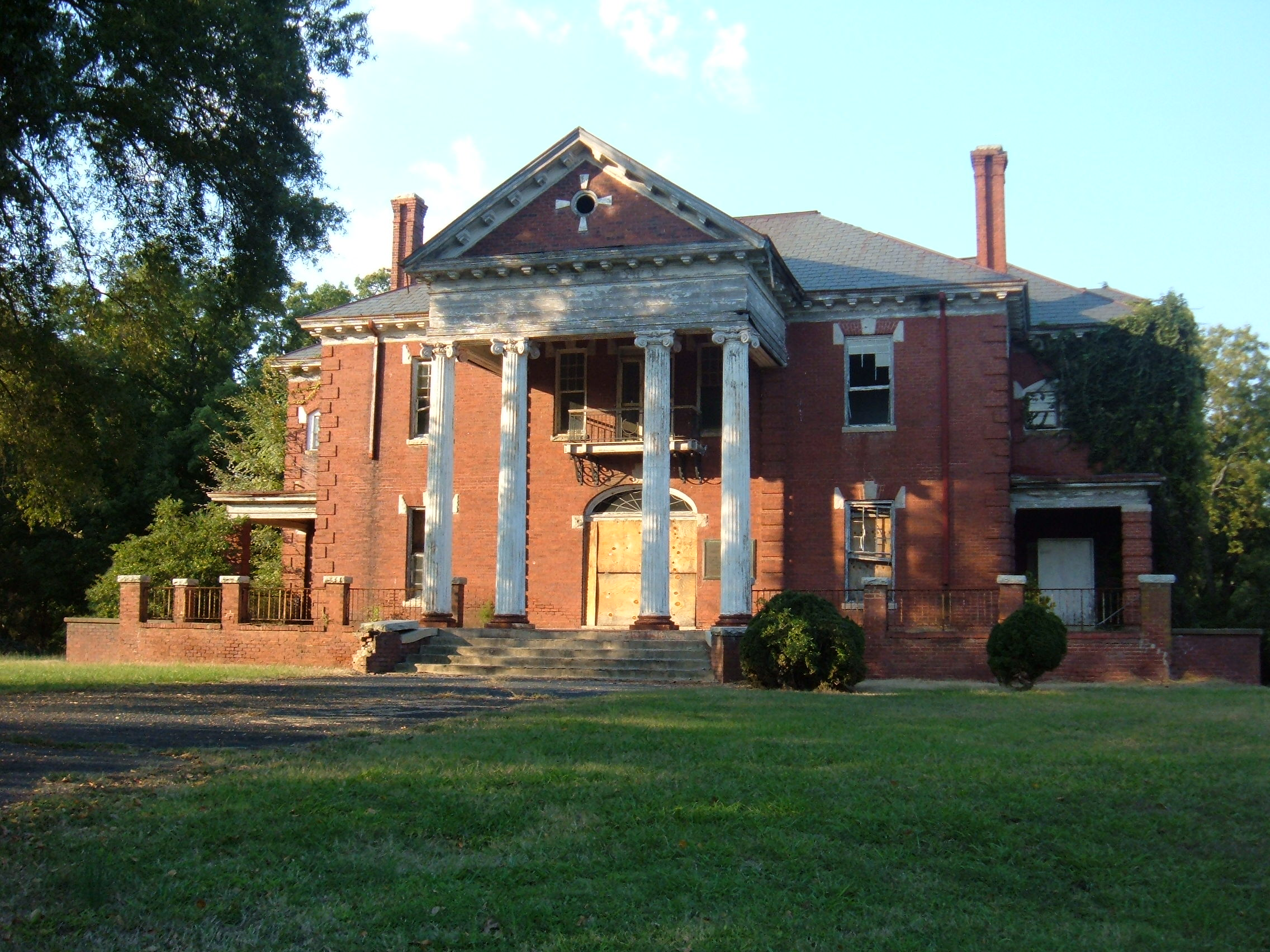
Исторический орудийный дом